# Chambre de commerce britannique
La Chambre de commerce britannique (en anglais British Chambers of Commerce ou BCC) est une entité nationale de 52 chambres de commerces régionales du Royaume-Uni. Elle fut notamment connue pour la prise de position de son directeur John Longworth en 2016 à propos de la possibilité de Brexit du pays, ce qui lui valut une suspension en raison du refus de la Chambre de commenter ou de prendre position sur le débat en raison des différents points de vue de ses membres, les grandes entreprises souhaitant rester dans l'Union et les petites souhaitant en sortir,.